# Europese studies
Europese studies of European Studies is een wetenschappelijke studie, die onderzoek doet naar het Europese continent. Hierbij wordt gekeken hoe verschillende vakgebieden het Europese continent gevormd hebben, bijvoorbeeld cultuur, geschiedenis, talen, economie, rechten, politicologie en soms sociologie. Meestal is het verplicht om in ieder geval twee van deze vakgebieden te kiezen, en daarbij meerdere moderne Europese talen te leren. Meestal wordt ook het integratieproces van de Europese Unie bestudeerd. Wanneer de studie zich alleen daarop richt, heet deze ook wel Europese Unie Studies.

## Achtergrond
De Engelstalige Europese Studies-varianten trekken studenten aan van over de hele wereld. Het onderwijs is competentiegericht, wat betekent dat studenten niet alleen kennis verwerven, maar ook vaardigheden en een beroepshouding ontwikkelen die een ‘European Professional’ nodig heeft.
Onderwijs in meerdere Europese talen, zowel gericht op spreek-, schrijf- als luistervaardigheid, vormt een onderdeel van het studieprogramma. Naast Nederlands en Engels volgen alle studenten een tweede taal op hoog niveau, namelijk Frans, Duits of Spaans. Ook kiezen ze, al naargelang de gekozen hogeschool of universiteit verplicht of vrijwillig, een derde moderne vreemde taal die ze op beginners- of gevorderdenniveau kunnen volgen.
Daarnaast wordt er lesgegeven over Europa en de verhouding van Europa tot de rest van de wereld. Het programma richt zich zowel op de private sector (export, internationale marketing en bedrijfscommunicatie), als ook op de publieke sector (Europees overheidsbeleid en overheidsmanagement).
Een verplicht onderdeel van de studie is een uitwisseling, waarbij studenten een semester studeren aan een universiteit in het buitenland. Veel studenten kiezen er bovendien voor om ook hun praktijkstage in het buitenland te vervullen.

## Opleiding
De opleiding wordt gerekend tot de academische stroming Letteren en de bredere stroming Geesteswetenschappen. Ook wordt deze soms tot de Sociale wetenschappen gerekend.
Europese Studies is op Hbo-scholen en op universiteiten te volgen.
De bacheloropleiding Europese studies wordt aangeboden door drie hogescholen in Nederland; Hogeschool Zuyd in Maastricht, NHL Hogeschool in Leeuwarden en De Haagse Hogeschool in Den Haag. Daarnaast is er een mogelijkheid tot zelfstudie via het NTI. Tot 2010 was de opleiding bekend onder de naam Hogere Europese Beroepen Opleiding (HEBO). De opleidingen in Maastricht, Den Haag en Leeuwarden hebben allemaal hetzelfde basisprogramma, maar iedere opleiding legt zijn eigen accenten. De Haagse Hogeschool is de grootste, met bijna 400 eerstejaarsstudenten. Het programma wordt in Den Haag enkel in het Engels aangeboden, en er is een driejarig verkort traject voor vwo-leerlingen.  Europese Studies Maastricht heeft ruim 150 eerstejaars en is dus kleinschaliger. In Maastricht is Engels de voertaal voor alle studenten.  Europese Studies Leeuwarden is de kleinste van het drietal, de vakken worden voor een deel in het Engels gegeven. In Leeuwarden ligt het accent meer op het beleid, in Den Haag meer op de politiek. Maastricht heeft een meer economischer accent.

## Vakgebieden
Door het multidisciplinaire karakter die Europese studies biedt, zijn er vaak verschillende trajecten te doorlopen. Het continent wordt onderzocht door middel van verschillende vakgebieden, waaronder:
- Bestuurskunde
- Cultuur
- Economie
- Geschiedenis
- Literatuurwetenschap
- Politicologie
- Rechten
- Sociologie
- Taalwetenschap

Voorbeeld van een moderne Europese taal binnen de Europese Unie:
Deens, Duits, Engels, Fins, Frans, Italiaans, Nederlands, Pools, Portugees, Roemeens, Spaans, Tsjechisch, Zweeds (meestal worden alleen Engels, Duits, Frans en Spaans onderwezen)

### Mastertrajecten
Ook qua masters zijn er vele trajecten te doorlopen:
- Europees beleid
- Europese bestuurskunde
- Europese cultuur
- Europese geschiedenis
- Europese studies
- Internationale betrekkingen
- Oost-Europese studies

## Onderzoeksonderwerpen
- Cultuur
- Cultuurgeschiedenis
- Euro
- Europeanisme
- Europese Commissie
- Europese Monetaire Unie
- Europees Hof van Justitie
- Europese interne markt
- Europees Parlement
- Europese Raad
- Europees recht
- Europese Unie
- Federalisme
- Geschiedenis van de Europese Unie
- Geschiedenis van Europa
- Globalisering
- Indo-Europese talen
- Internationale betrekkingen
- Internationale economie
- Kenniseconomie
- Strategie van Lissabon
- Literatuur
- Literatuurgeschiedenis
- Literatuurwetenschap
- Naties
- Nationalisme
- Romantiek
- Staatsvorming
- Supranationalisme
- Talen
- Taalwetenschap
- Uitbreiding Europese Unie

## Universiteiten
De studie Europese Studies wordt onder meer gedoceerd aan:
- Universiteit van Amsterdam (B.A., M.A.)
- Universiteit Maastricht (B.A., M.A.)
- Universiteit Leiden (M.A.)
- Université Libre de Bruxelles (M.A)
- Universiteit Twente (B.A., M.A.)
- Universiteit Flensburg (Duitsland) (M.A.)
- Universiteit van Münster (Duitsland) (B.A., M.A.) en samen met de Universiteit Twente (M.A.)
- Universiteit van Karlsruhe (Duitsland)
- Politiekwetenschappelijk Instituut in Straatsburg - Master 2 Europese Politiek
- Universiteit LUISS Guido Carli van Rome (Italië) (M.A.)
- Vrije Universiteit Brussel (M.A.)
- CIFE - Centre international de formation Européenne, Berlin - (M.A. of EU studies online)
- Universiteit Gent (M.A.)
- Katholieke Universiteit Leuven